# Killer Kowalski
Władek (later Walter) Kowalski (Windsor, 13 oktober 1926 - Malden (Massachusetts), 30 augustus 2008), beter bekend als Killer Kowalski, was een Canadees professioneel worstelaar.
In 1996 werd hij door World Wrestling Federation (WWF; nu WWE) opgenomen in de WWF Hall of Fame rooster.

## In worstelen
- Afwerking bewegingen
  - Diving knee drop
  - Kowalski Claw (Vice grip applied to either the opponent's stomach or head)

- Kenmerkende bewegingen
  - Dropkick
  - Piledriver

## Erelijst
- Atlantic Athletic Commission
  - AAC World Heavyweight Championship (1 keer)

- Cauliflower Alley Club
  - Iron Mike Mazurki Award (2002)

- Central States Wrestling
  - NWA Central States Heavyweight Championship (1 keer)
  - NWA Central States Tag Team Championship (1 keer met Bulldog Austin)
  - NWA Iowa Tag Team Championship (1 keer met Ripper Daniels)

- Championship Wrestling from Florida
  - NWA Southern Heavyweight Championship (1 keer)

- Montreal Athletic Commission
  - MAC World/International Heavyweight Championship (12 keer)

- NWA Mid-Pacific Promotions
  - NWA United States Heavyweight Championship (Hawaï versie) (1 keer)

- NWA All-Star Wrestling
  - NWA Pacific Coast Tag Team Championship (2 keer; 1x met Ox Anderson en 1x met Gene Kiniski)

- NWA Hollywood Wrestling
  - NWA Americas Heavyweight Championship (1 keer)
  - NWA Americas Tag Team Championship (1 keer met Kinji Shibuya)

- NWA San Francisco
  - NWA Pacific Coast Heavyweight Championship (San Francisco versie) (1 keer)
  - NWA Pacific Coast Tag Team Championship (San Francisco versie) (1 keer met Hans Herman)

- Professional Wrestling Hall of Fame and Museum
  - (Class of 2003)

- Pro Wrestling Illustrated
  - PWI Tag Team of the Year (1975)
  - PWI Stanley Weston Award (2010)

- Southwest Sports, Inc. / Big Time Wrestling
  - NWA Brass Knuckles Championship (Texas versie) (1 keer)
  - NWA Texas Tag Team Championship (1 keer)

- Stampede Wrestling
  - NWA Canadian Heavyweight Championship (Calgary version) (2 keer)
  - NWA International Tag Team Championship (Calgary version) (2 keer met Jim Wright)

- United States Wrestling Federation
  - USWF Tag Team Championship (1 keer met Ox Baker)

- World Championship Wrestling (Australië)
  - IWA World Heavyweight Championship (5 keer)
  - IWA World Tag Team Championship (4 keer; 2x met Skull Murphy, 1x met Bill Miller en 1x met Mark Lewin)

- World Wrestling Federation
  - WWF Hall of Fame (Class of 1996)
  - WWWF United States Tag Team Championship (1 keer met Gorilla Monsoon)
  - WWF Tag Team Championship (1 keer met Big John Studd)